# Ernst Goldschmidt
Ernst Goldschmidt, född 12 januari 1879, död 31 mars 1959, var en dansk konstnär av judisk härstamning.
Goldschmidt, som tillhörde Kunstnersammenslutningen Grønningen från dess start 1915 och dessförinnan var medlem av Den Frie Udstilling. Han målade i en stil nära William Turners. Bangårdar eller broar med rykande expresståg, halvt upplösta i en stämningsbetonad atmosfär var ett favoritmotiv, och han behandlade oljefärgen nästan som pastell. Sin största betydelse fick han dock som konstförfattare, där han specialiserade sig på franskt måleri. Huvudarbetet Frankrigs Malerkunst. Dens Farve — dens Historie (6 band, 1914–1938) följer den franska konsten fram till Jacques-Louis David och hans skola. Goldschmidt skrev även 1945 en monografi om Jean-Baptiste-Siméon Chardin.